# Casco Antiguo de León

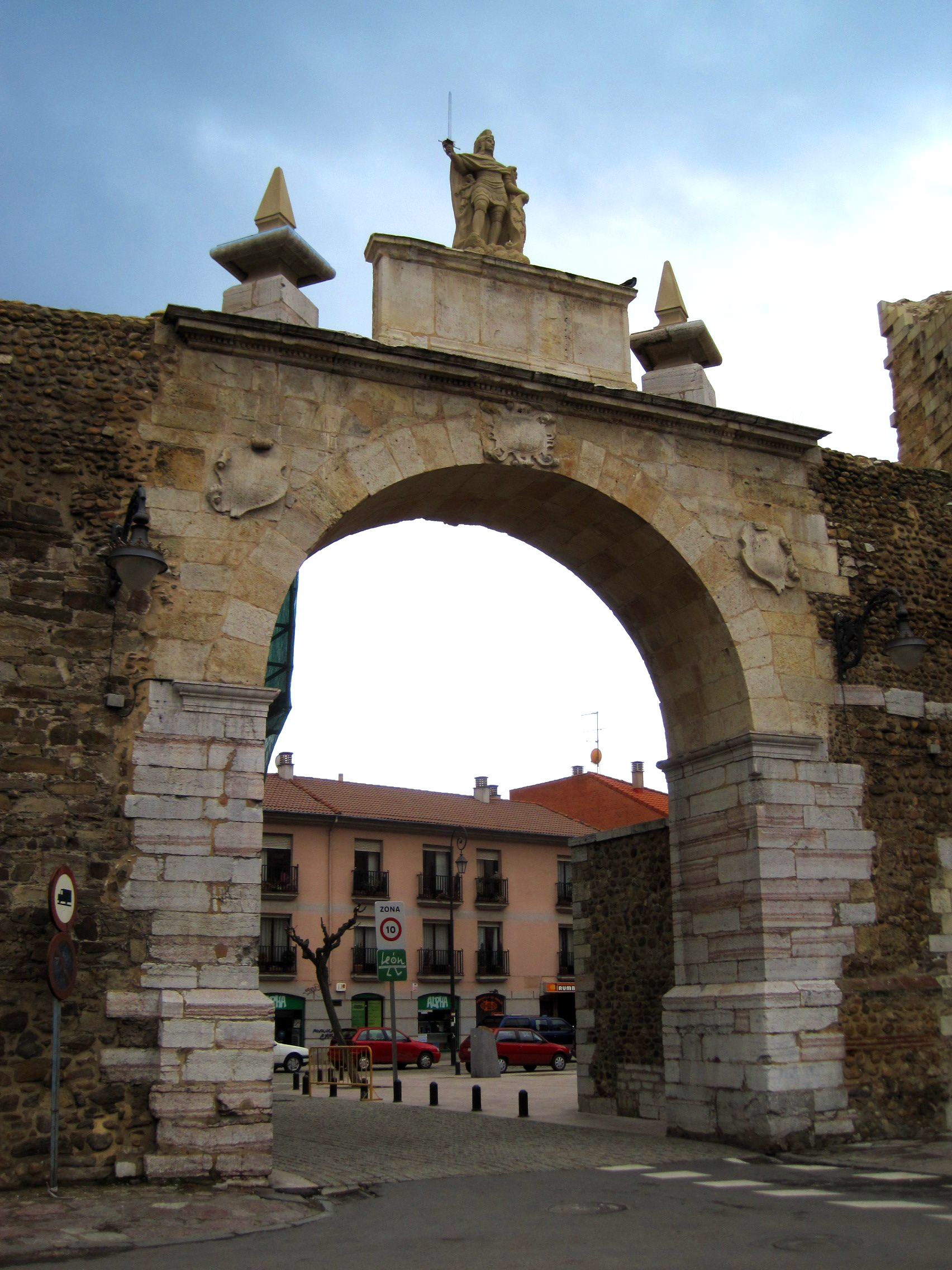
El Arco de la cárcel, o Puerta Castillo, entrada emblemática al centro histórico de León.

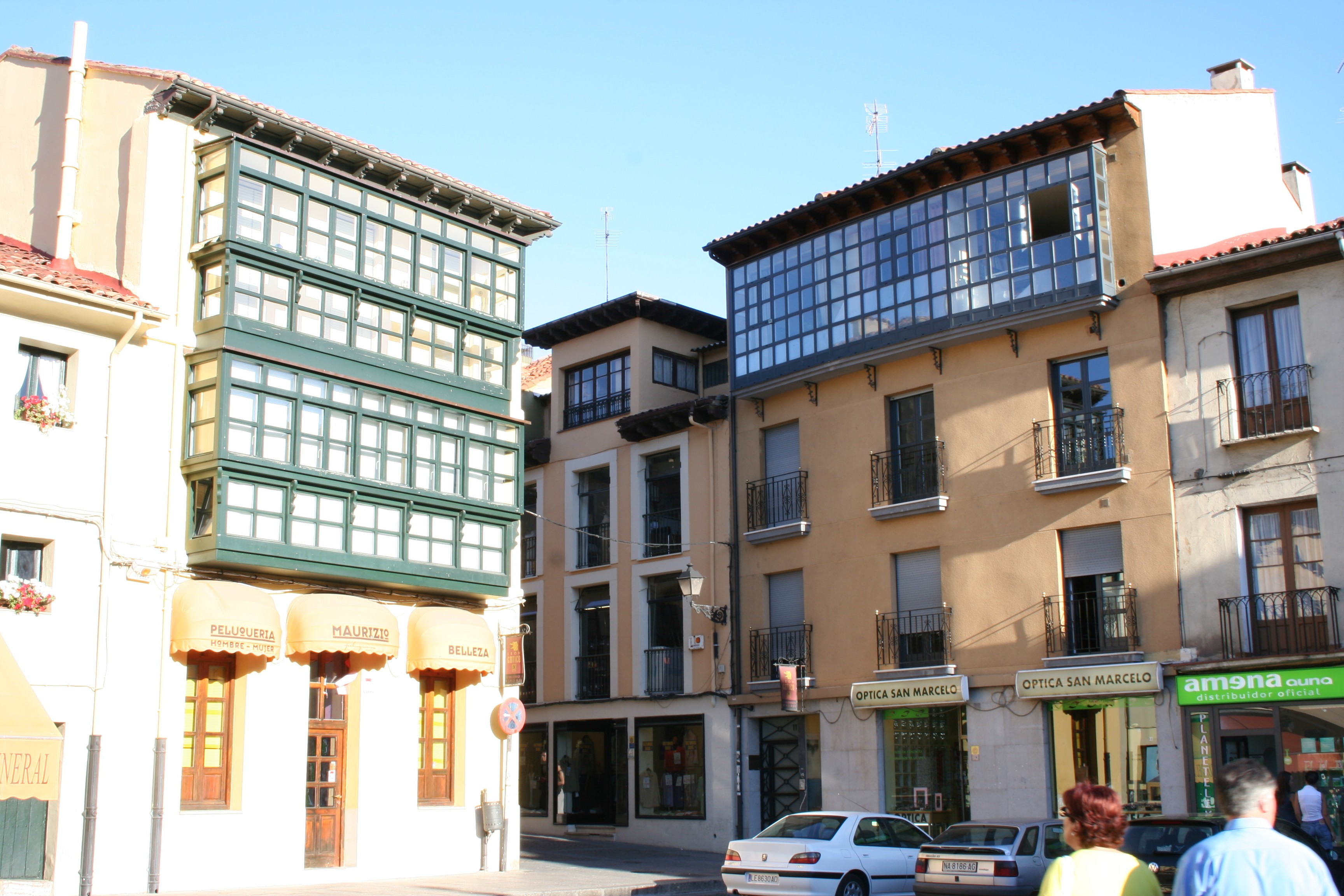
Construcciones típicas en la plaza de San Marcelo, junto a Santo Domingo.

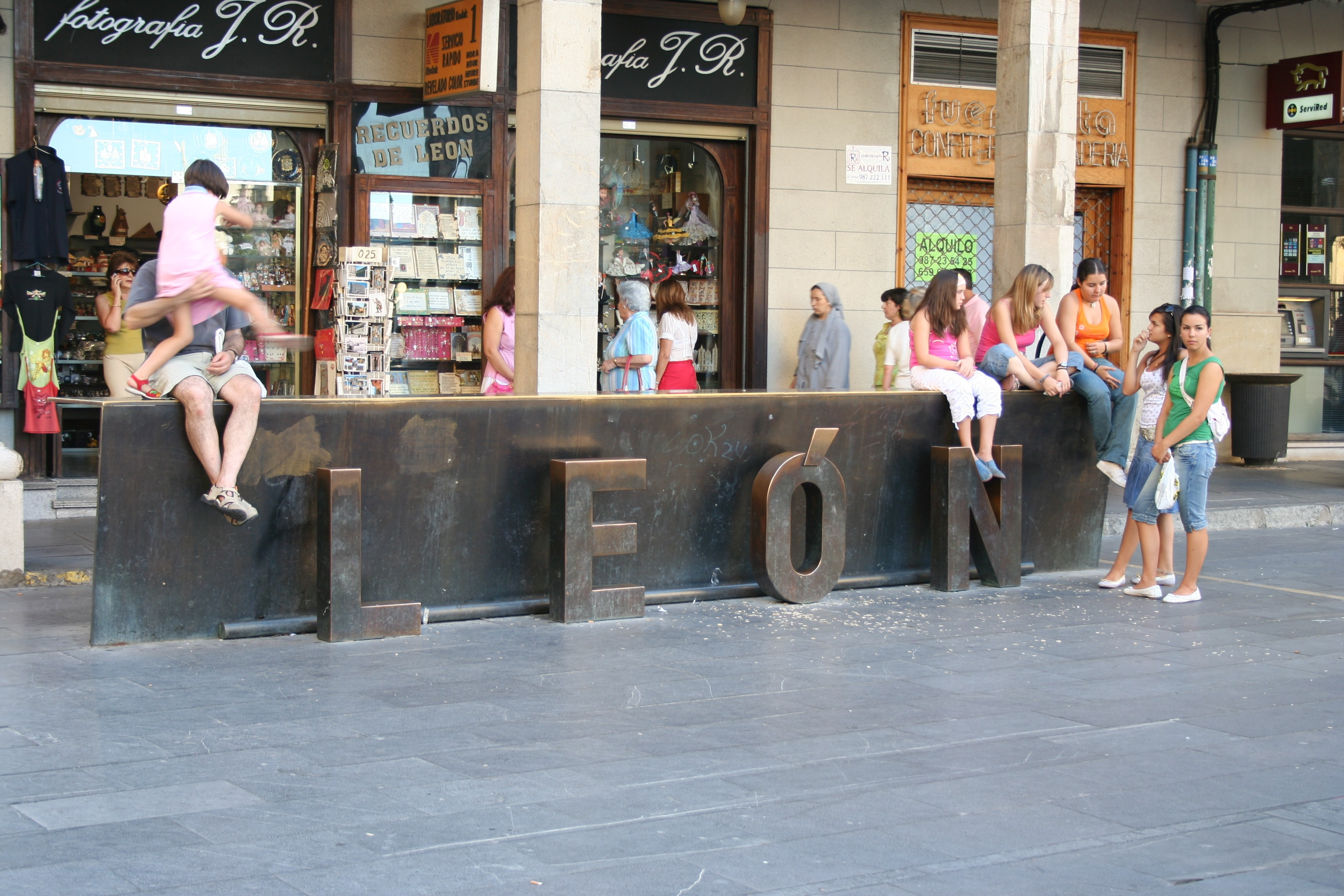
Escultura del nombre de la ciudad en la plaza de la catedral, la plaza de la Regla.

El Casco Antiguo o Casco Viejo es el barrio histórico de la ciudad de León, capital de la provincia (España). Está situado en el corazón de la ciudad, en una colina situada entre los ríos Bernesga y Torío, cuya posición elevada entre dos fuentes de agua continuas decidió la creación del campamento de la Legio VI Victrix, origen de la ciudad.
El centro antiguo de León es un barrio monumental, siendo el trazado de sus calles medieval, con calles estrechas, manzanas irregulares, gran densidad, edificios estrechos y profundos con huecos verticales, balcones, miradores, aleros de madera, etc. Hasta el desarrollo en 1904 del plan de ensanche, por lo que la gran mayoría de monumentos de la ciudad se encuentran aquí.
Este barrio sufre hoy día graves problemas en relación con el envejecimiento de la población, al deterioro y falta de condiciones de las viviendas, concentración de marginalidad social, tráfico rodado por calles estrechas, circunstancias que se intentan corregir con diversas actuaciones. Sigue siendo una importante zona comercial y de ocio de la ciudad, al concentrarse en los monumentos más representativos y turísticos, entre los que destaca la catedral, que atrae gran cantidad de visitantes por su dinamismo y posición en la ciudad, y donde se encuentran gran cantidad de establecimientos de todo tipo (bazares, bares de copas y de tapas, restaurantes, etc), concentradas en las vías principales, entre las que destaca la calle Ancha, antiguo Decumano del campamento de la Legio VI y posteriormente de la Legio VII Gemina, que divide a la ciudad antigua en dos y en el barrio Húmedo, que representa la esencia de la ciudad histórica con sus calles estrechas y empinadas y sus plazas irregulares.
La recuperación del casco antiguo leonés desde finales del siglo XX es palpable en la recuperación de sus plazas y calles, otrora dominadas por los coches, para el peatón con diversas peatonalizaciones, entre las que destacan la del barrio Húmedo y de la calle Ancha, la primera por regenerar uno de los espacios turísticos más activos de la ciudad y la segunda por peatonalizar, una calle que conectaba las zonas este y oeste de la ciudad con una gran intensidad de tráfico, que estaba afectando a la catedral. La pérdida de estacionamientos se ha intentado paliar con la creación de tres párkings, dos subterráneos y uno en superficie en las inmediaciones de la ciudad histórica, en Santo Domingo, en la plaza Mayor de León y en San Pedro, junto a la catedral.

## Situación
El casco antiguo de León se ubica en el centro de la ciudad y sobre una colina desde la que se domina gran parte del espacio comprendido entre los ríos Bernesga y Torío. La gran mayoría de líneas del transporte urbano de la ciudad se acercan al casco antiguo, con parada en Santo Domingo, la plaza principal de la ciudad y puerta del casco antiguo; además, en torno al casco antiguo hay varios aparcamientos públicos en superficie o subterráneos.
El Casco Antiguo es una zona peatonal, y por ello tan solo circulan por su interior vehículos destinados a limpieza, transporte, coches privados cuyo aparcamiento esté en el interior del barrio y vehículos de mantenimiento. Para todos los demás vehículos está prohibida la entrada para mantener el carácter peatonal de la zona.

## Historia
Desarrollo de la ciudad antigua

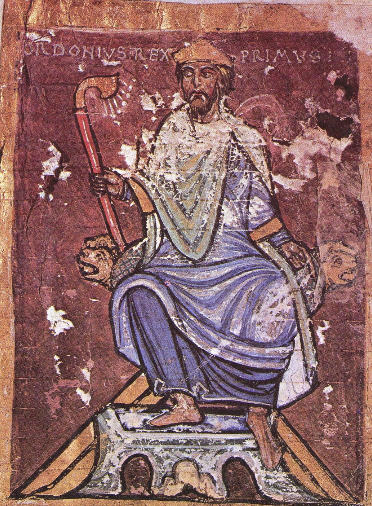
Ordoño I es quien repuebla la ciudad en el 853.

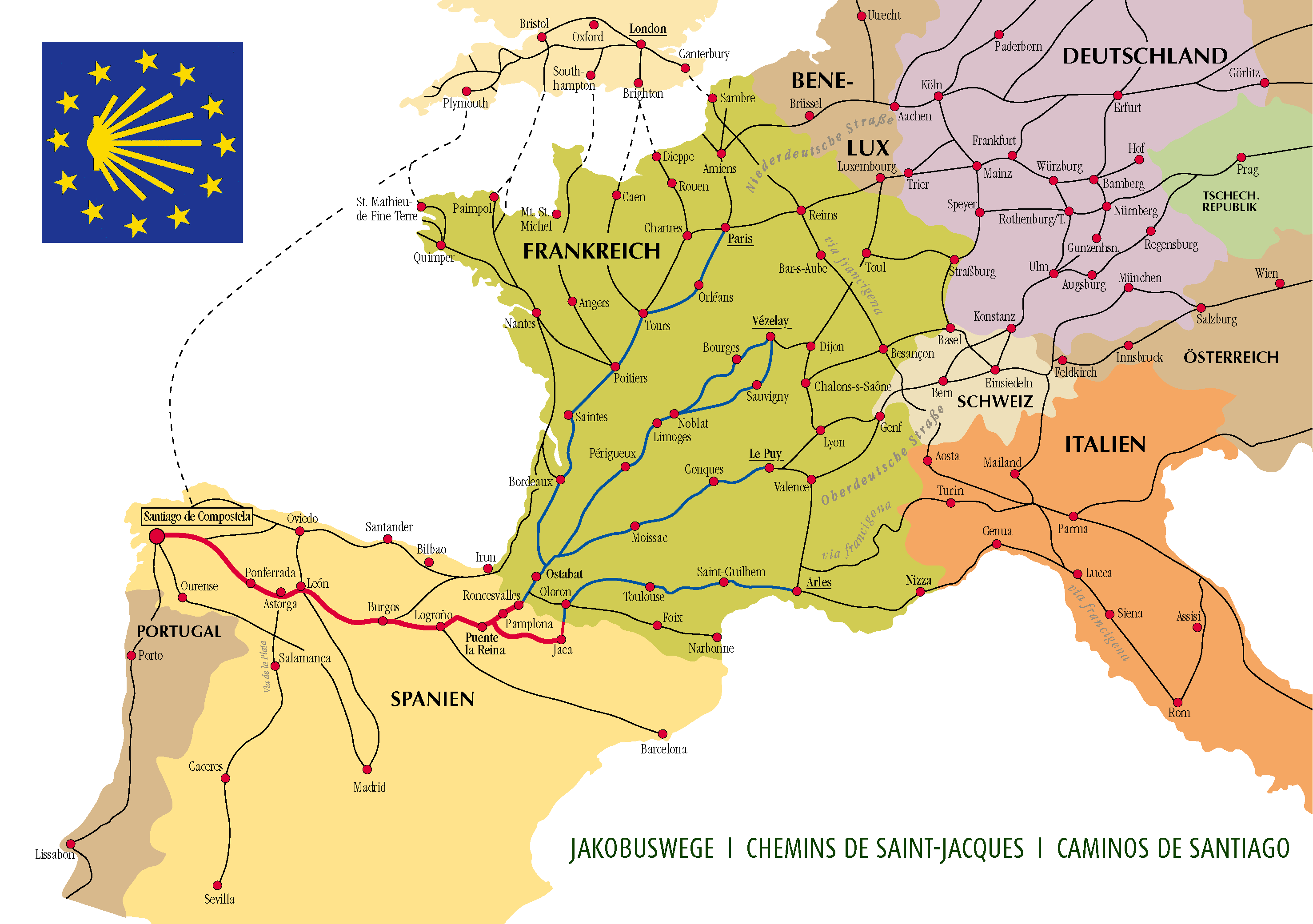
El camino de Santiago jugó un papel clave en el desarrollo de León como ciudad.

La ciudad de León surge hacia 29 a. C. como campamento militar romano de la Legio VI Victrix, en la terraza fluvial entre los ríos Bernesga y Torío, cerca de la ciudad astur de Lancia, con motivo de las llamadas guerras cántabras. A finales del siglo I, a partir del año 74, el campamento es ocupado por la Legio VII Gemina, la cual permanecerá en León hasta aproximadamente principios del siglo V. La ciudad perteneció al Conventus Asturum, con capital en Asturica Augusta, el cual formó parte de la provincia Tarraconense hasta el siglo III, cuando, con la creación de la provincia de Gallaecia, fue integrado en esta.
Tras el período romano, la ciudad formó parte del reino suevo y posteriormente del reino visigodo. Entre los siglos VI y VIII la escasez de evidencias arqueológicas proyectan una imagen carente de vitalidad urbana, con una clara reducción del espacio habitado, pero el descubrimiento de cerámicas pertenecientes al periodo omeya cordobés en la zona de Puerta Obispo nos indica que la ciudad no fue abandonada completamente, sino que conservó cierta población estable.
León fue conquistada por los musulmanes en el año 712. No obstante, no fue hasta alrededor de 846 cuando un grupo de mozárabes intentó repoblar la ciudad con población cristiana, ya que hasta entonces esta había permanecido en "estado latente", en el centro de la línea de combates; sin embargo, un ataque musulmán acabó con aquella iniciativa. Fue en 853 cuando Ordoño I incorporó la ciudad al Reino de Asturias, repoblándola con éxito. Es con Ordoño II, que ocupó el trono tras la muerte de su hermano García I, cuando la ciudad se convierte en capital del reino astur, iniciando el Reino de León.
Durante la existencia del reino, la ciudad de León fue creciendo y evolucionando en su desarrollo. En esta cuestión jugó un destacado papel el Camino de Santiago, quizás la más importante vía de circulación de gentes, ideas, cultura y arte del Medievo.
En el siglo XII, el geógrafo y viajero árabe Edrisi escribió lo siguiente sobre León: "Allí se practica un comercio muy provechoso. Sus habitantes son ahorradores y prudentes". Tenemos también noticia de León a través de diversos códices, entre ellos el Codex Calixtinus, manuscrito que, entre otras cosas, contiene información sobre la ruta que los peregrinos seguían hacia Santiago de Compostela. Con todo ello, la ciudad conoció el desarrollo de nuevos barrios, en ocasiones extramuros de una ciudad que ya se quedaba pequeña, y casi siempre a la vera del camino de los peregrinos, que accedían a la ciudad por la llamada Puerta Moneda.
Recuperación moderna
La llegada de la democracia ha supuesto para el casco antiguo la peatonalización de sus calles, la puesta en valor de sus monumentos y la recuperación de numerosas casas. La peatonalización ha permitido potenciar la función turística de esta zona de León, con especial mención del barrio húmedo, donde se encuentra la mayor concentración de establecimientos hosteleros de la ciudad.

## Monumentos

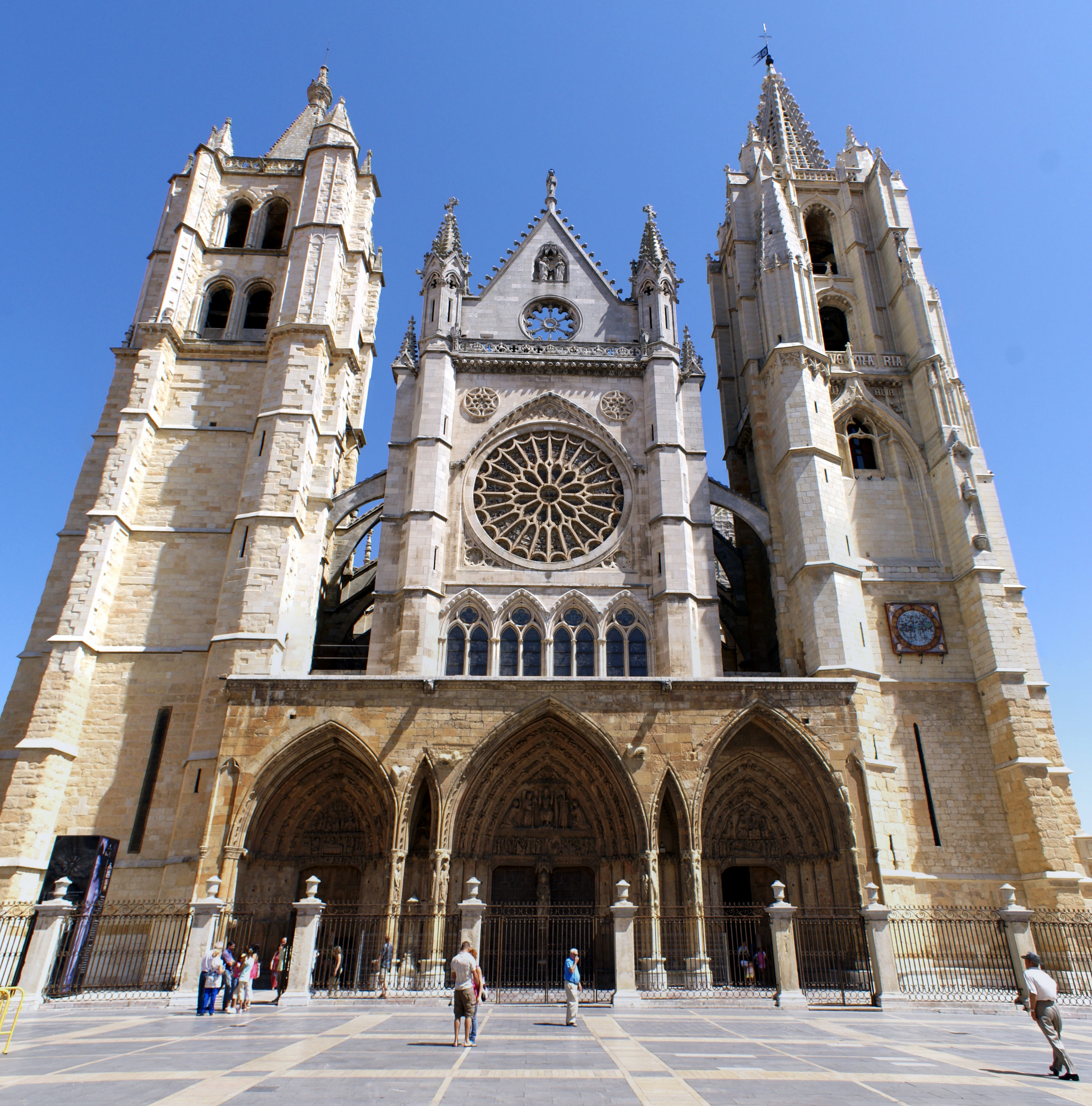
La catedral, emblema de la ciudad.

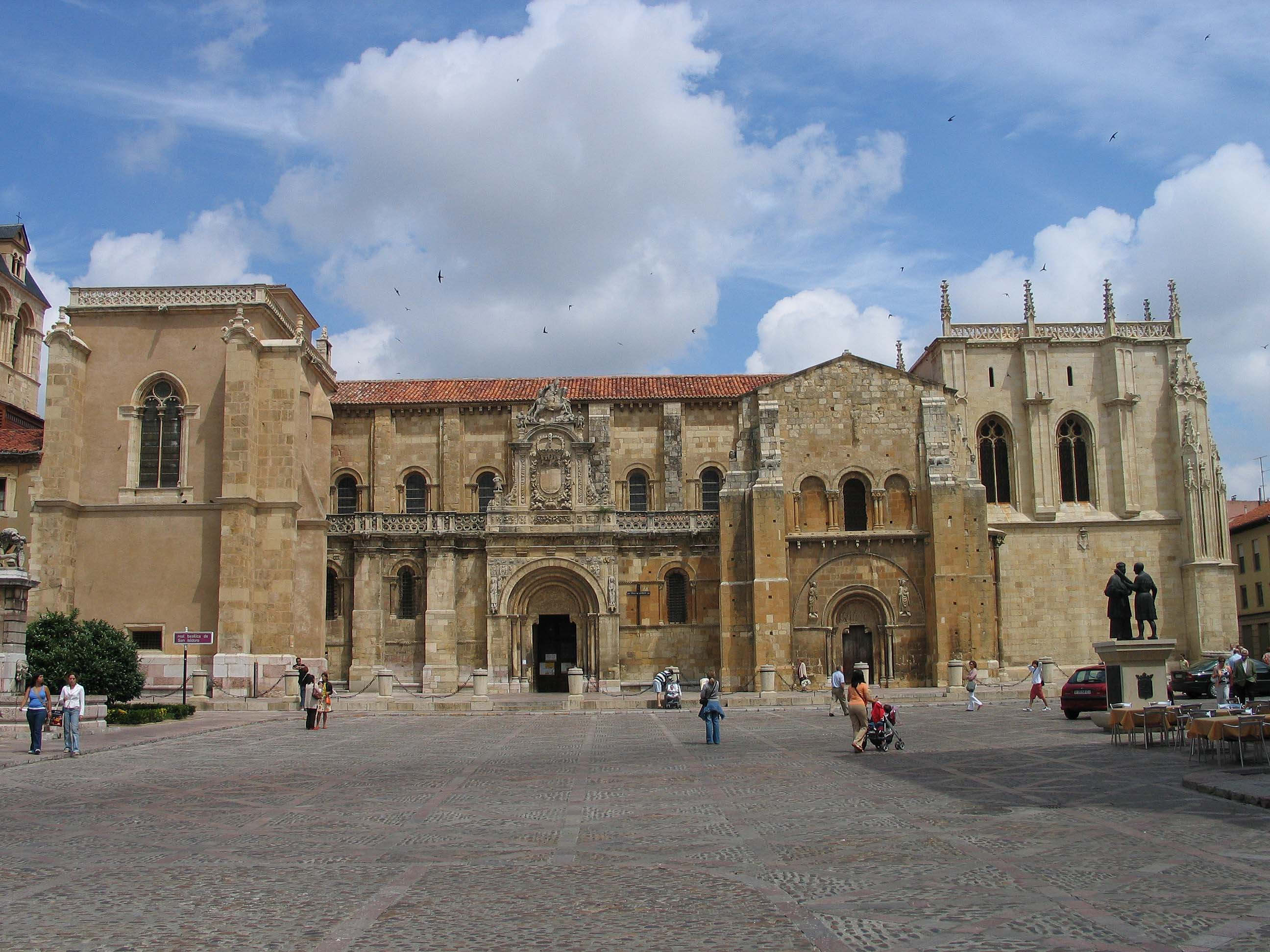
Basílica de San Isidoro, principal monumento románico de la ciudad.

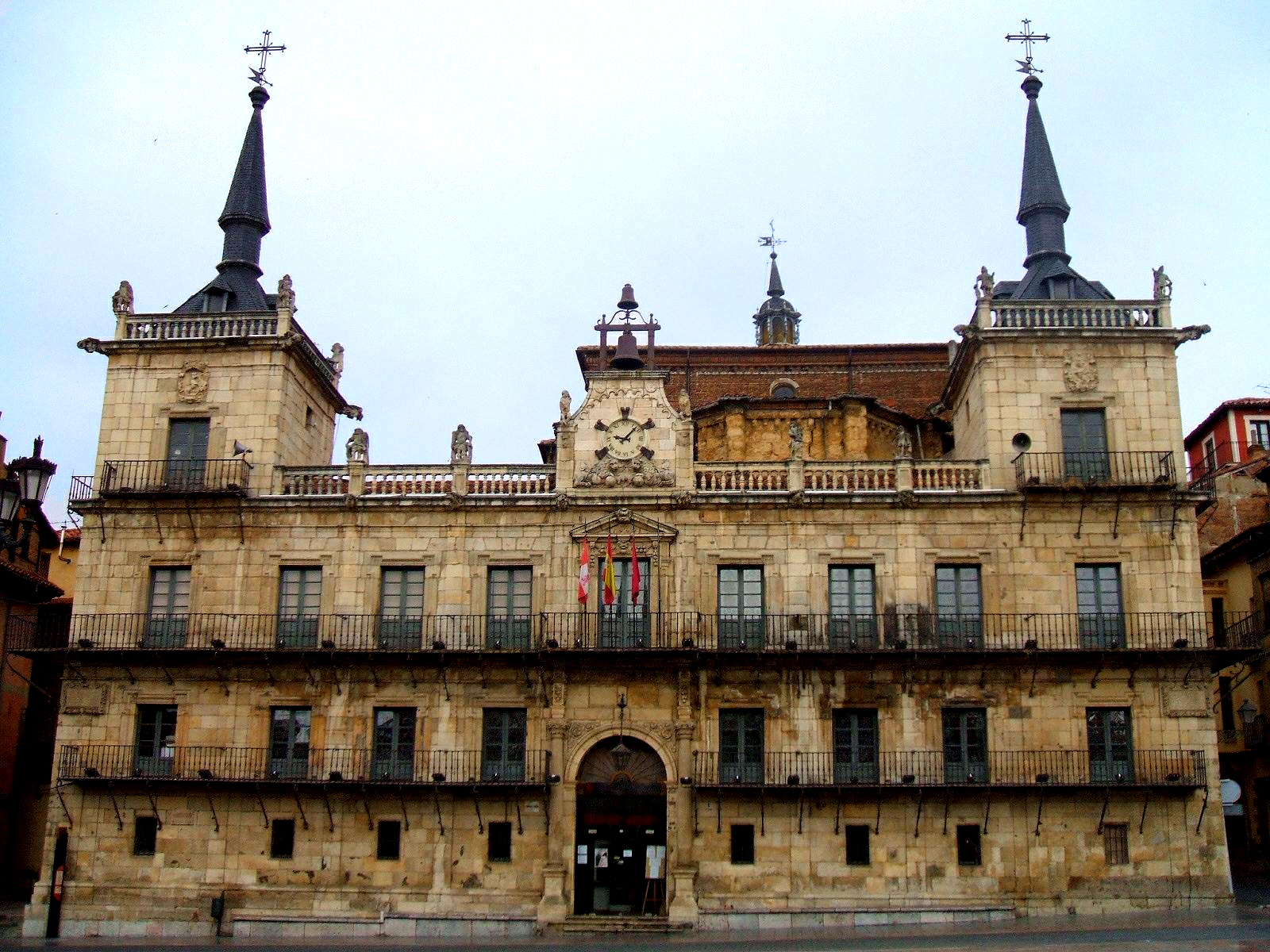
La antigua casa consistorial, en la plaza mayor.

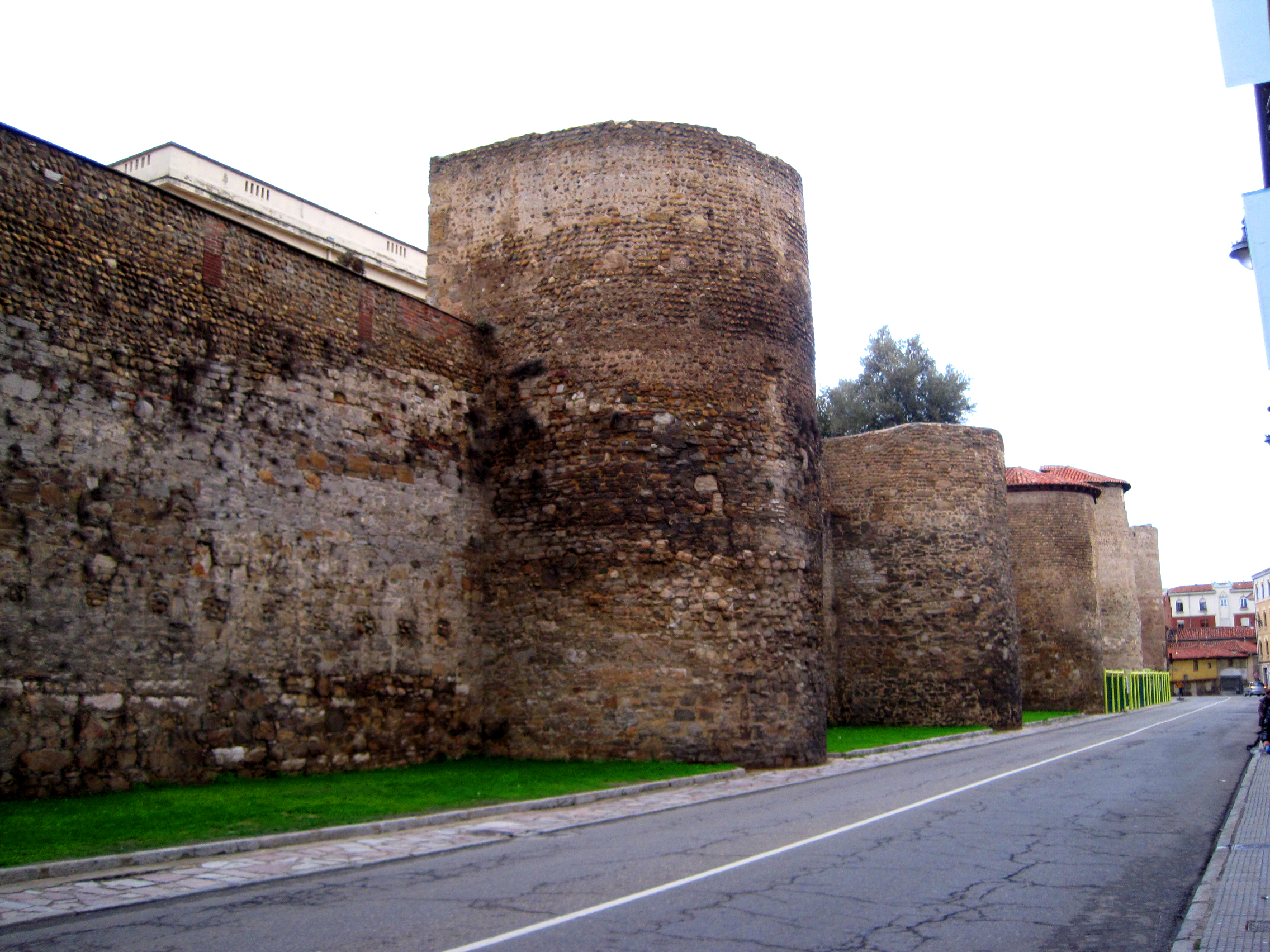
Las Murallas de León delimitan el recinto del casco histórico.

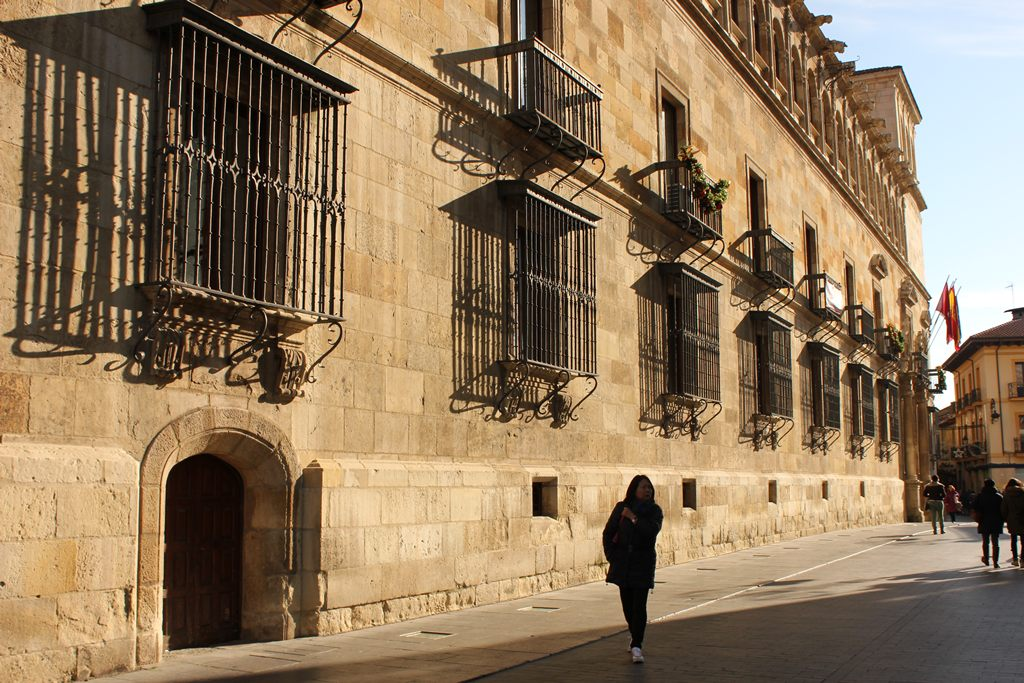
Palacio de los Guzmanes. Actualmente es sede de la Diputación de León.

### Catedral de León
Coronando el Casco Antiguo, en un pequeño promontorio, esta la catedral. Se la conoce por el sobrenombre de la "Pulchra Leonina", por la pureza de su estilo gótico, reconocida como una de las joyas del gótico en España.
Su construcción se inició en 1205, sustituyendo a la vieja catedral románica que estaba situada en el mismo solar, abierta al culto en 1302, se concluyó finalmente con la construcción del claustro en 1566. Desde el momento en que fue terminada, la catedral ha sufrido múltiples avatares que han amenazado su ruina. Los hechos más destacados son el desplome de la bóveda central en 1631, el desplome de 4 bóvedas en 1743 y un voraz incendio en 1966. Es Monumento Histórico desde el 28 de agosto de 1884.
Lo más destacado de esta catedral, sin duda son las Vidrieras, pues tiene 1800 m² (metros cuadrados) repartidos en 125 ventanales. Estas vidrieras están consideradas como las mejores del mundo en su género.[cita requerida]

### Basílica de San Isidoro
La Real Colegiata Basílica de San Isidoro, o simplemente San Isidoro de León, es un templo cristiano ubicado en la ciudad. Es uno de los conjuntos arquitectónicos de estilo románico más destacados de España, por su historia, arquitectura, escultura, y por los objetos suntuarios románicos que se han podido conservar. Presenta la particularidad de tener un Panteón Real ubicado a los pies de la iglesia, con pintura mural románica y capiteles excepcionales todo lo cual hace que sea pieza única del mundo románico de la época. El conjunto fue construido y engrandecido durante los siglos XI y XII.
En su origen fue un monasterio dedicado a San Pelayo, aunque se supone que anteriormente se asentaba en sus cimientos un templo romano. Con el traslado de los restos de San Isidoro, obispo de Sevilla, Doctor de las Españas, a León, se cambió la titularidad del templo.
El edificio de la iglesia conserva algunos vestigios románicos de la primera construcción de Fernando I y Sancha. El Panteón y las dos puertas de su fachada sur, llamadas Puerta del Cordero y Puerta del Perdón, más la Puerta Norte o Capitular, son las primeras manifestaciones del arte románico en los territorios leoneses. Con el transcurso del tiempo se hicieron modificaciones y añadidos góticos, renacentistas y barrocos. El Palacio de los vizcondes de Quintanilla de Flórez se encuentra situado junto a la Real Colegiata Basílica de San Isidoro en León.
Es Monumento Histórico Artístico desde el 9 de febrero de 1910.

### Murallas de León
La primera fortificación militar data de la época augusta, en torno al siglo I a. C, cuando la ciudad no era más que un campamento militar romano. En un periodo indeterminado entre finales del siglo III o quizá comienzos del IV se alzó una nueva muralla, esta vez con cubos o torres de planta semicircular situados a cortos intervalos. Se levantó con cuarcita y sillería y su interior se rellenó con opus caementicium. Tiene unos 5 metros de grosor y una altura de 10 metros. Esta es la muralla que se puede recorrer actualmente en la ciudad.
Se realizaron diversas reparaciones a lo largo de la Edad Media y Moderna a lo largo de todo el trazado, de diferente alcance, aunque en la época moderna sufrió bastante abandono, lo que motivó que a comienzos del siglo XIX la ciudad estuviera desprotegida. Las últimas obras de refortificación importantes se debe al periodo de la primera guerra carlista, concretamente al periodo de 1836 al 1840.
La muralla de León fue declarada Monumento Histórico Artístico el 3 de junio de 1931. Está a su vez protegida por la declaración genérica del decreto del 22 de abril de 1949 y por la ley 16/1985 sobre el patrimonio histórico español.

### Palacio de los Guzmanes
El Palacio de los Guzmanes es un palacio renacentista de la ciudad, situado frente de la Casa de los Botines de Gaudí, entre la calle Ruíz de Salazar, calle Ancha y plaza de San Marcelo.
Este palacio data del siglo XVI. Fue proyectado en 1559 por el maestro de cantería Rodrigo Gil de Hontañón. En su construcción intervino como aparejador Juan de Ribero Rada, arquitecto y primer traductor de Andrea Palladio al castellano.
Monumento histórico desde 1963. Actualmente, sede de la Diputación de León.

## Espacios singulares

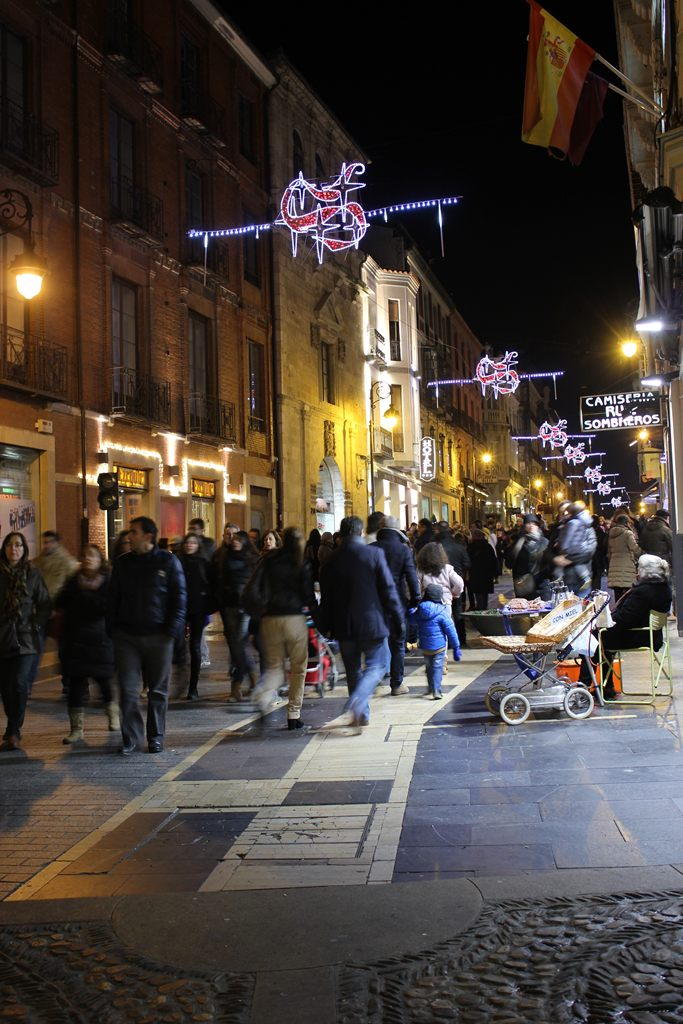
calle Ancha.

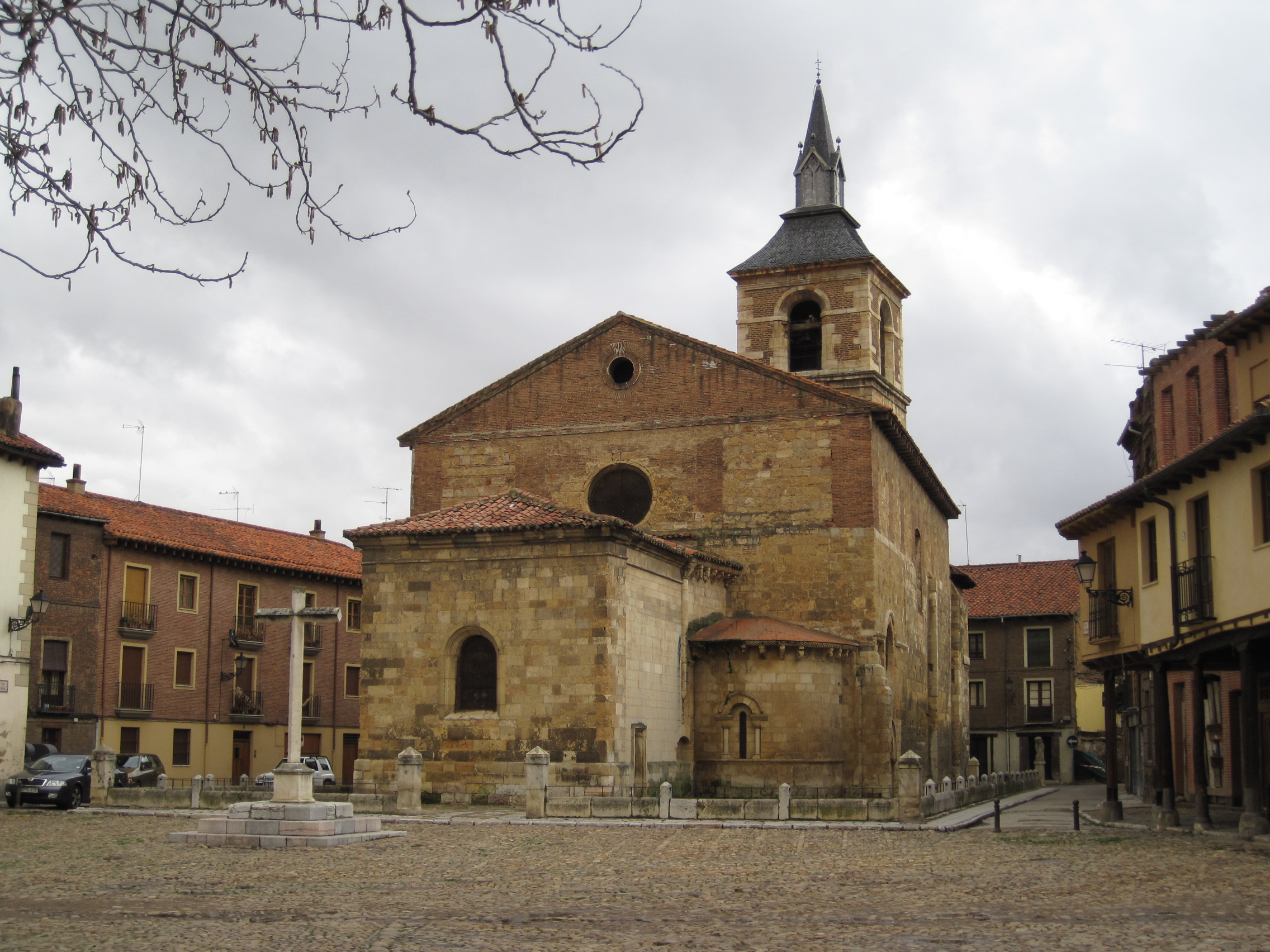
Plaza del Grano.

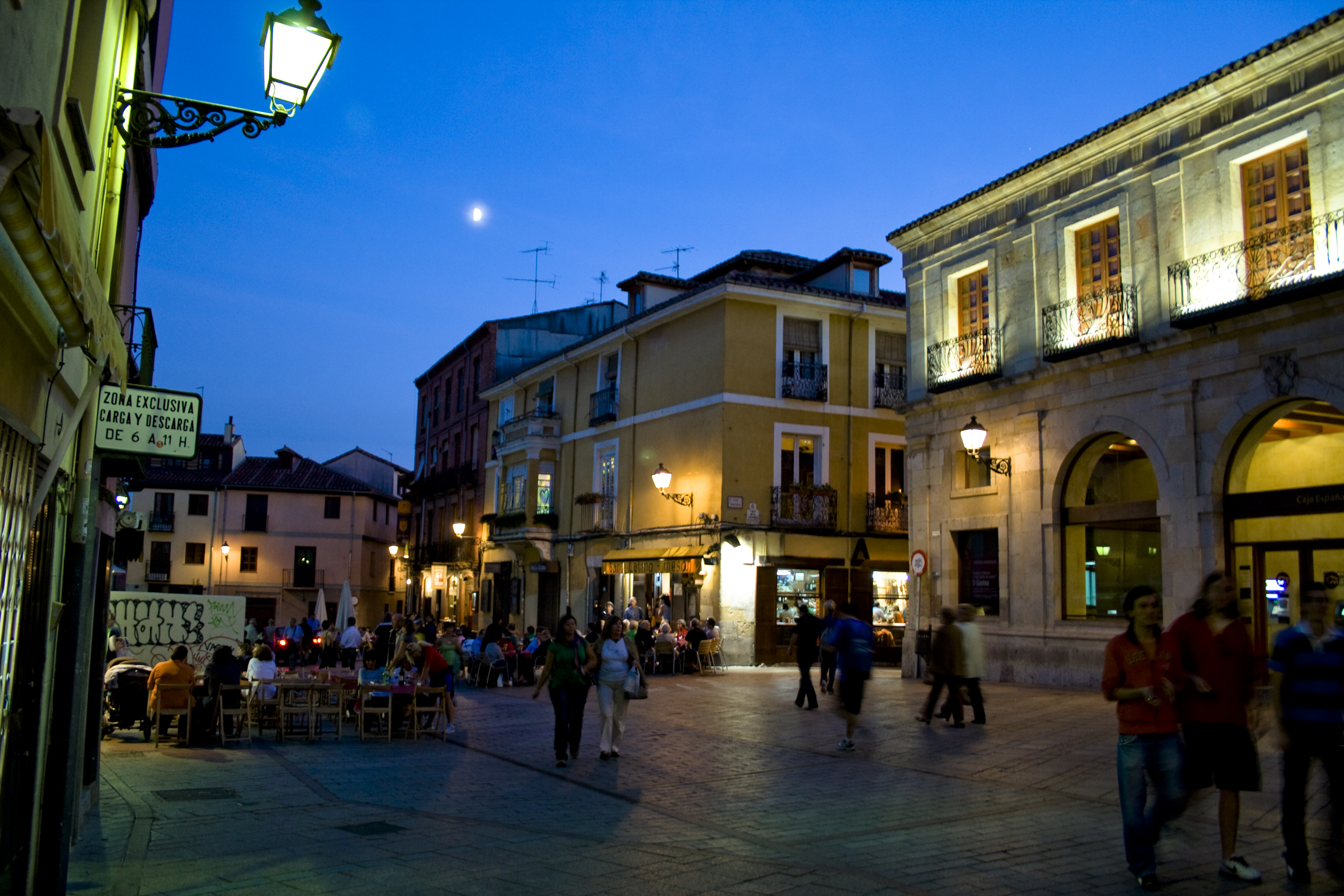
La plaza de San Martín es el centro de la vida nocturna de la ciudad.

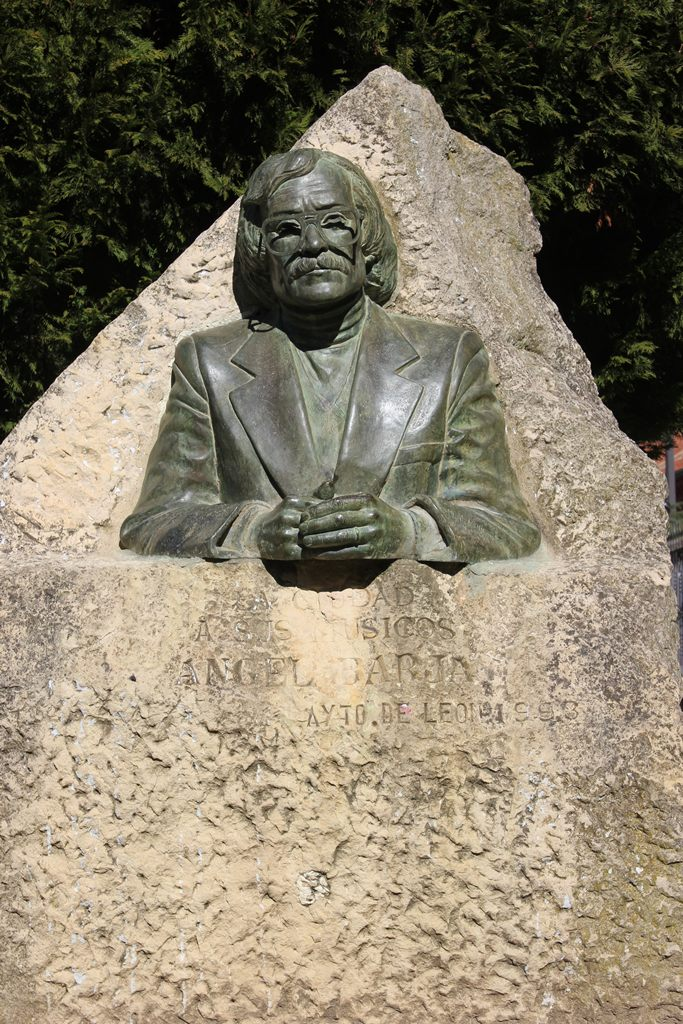
Jardín del Cid. Monumento a Ángel Barja.

### Calle Ancha
La calle Ancha divide en dos al centro histórico de la ciudad de León, conectando las plazas de Santo Domingo y de La Regla, siendo a su vez una de las principales arterias comerciales de ella. A ambos lados de la vía se encuentran varios edificios singulares de la ciudad, entre los que se cuentan como más importantes el palacio de los Guzmanes y la catedral.
A raíz de su dedicación a varias figuras a lo largo de la historia, fue conocida oficialmente por diversos nombres, siendo los más recientes los de calle Merino, en honor al farmacéutico y político leonés Fernando Merino Villarino, del Generalísimo, en honor a Francisco Franco durante su dictadura y finalmente como calle Ancha, nombre con la que ya era conocida popularmente más allá de los nombres oficiales.
Fue peatonalizada a finales del siglo XX (1997), y desde entonces su papel como una de las principales arterias comerciales de la ciudad se ha ido reforzando más a medida que los coches cedían su espacio a los peatones. El tráfico que la recorre hoy día se restringe al de los residentes que viven en el casco antiguo y a los vehículos de servicios.

### Plaza del Grano
La plaza del Grano es una plaza situada en pleno casco antiguo de la ciudad de León. Aunque popularmente se la conoce como plaza del Grano, su nombre oficial es el de plaza de Santa María del Camino al estar situada tras la iglesia homónima. Cuenta con un empedrado característico del León medieval.
Su nombre actual se debe a los mercados en los que se vendían grano y otros productos del campo que tenían lugar aquí. En el centro de la plaza se encuentra una fuente con dos niños que simbolizan a los ríos Torío y Bernesga abrazando a la ciudad. Junto a esta fuente se encuentra una segunda escultura, esta vez una cruz, donde según la tradición se apareció la Virgen un 9 de febrero.

### Plaza de San Martín
La plaza de San Martín es el centro de la vida nocturna de la ciudad y símbolo del barrio Húmedo. Conocida antiguamente como plaza de las tiendas, por la gran cantidad de establecimientos comerciales que se encontraban en ella, con el paso del tiempo, estos establecimientos han ido abandonando la plaza sustituidos por bares y restaurantes. En la plaza se encuentra la Casa de las Carnicerías, inmueble del siglo XVI restaurado por Caja España, que la usa actualmente como oficina y sala de exposiciones.
Al igual que el resto de la zona antigua de la ciudad, anteriormente San Martín se encontraba abierta al tráfico rodado, usándose como zona de aparcamiento. Con el siglo XXI se ha peatonalizado y los aparcamientos han dejado paso a las terrazas de los bares y restaurantes, así como a una animada vida nocturna.

### Jardín del Cid
El alcalde de León Manuel Arroyo Quiñones, acompañado por el embajador de Nicaragua Justino Sansón Balladares, inauguró el parque el 28 de junio de 1972.
También llamado "el jardín romántico", es el único parque que existe en la zona antigua de León.

## Barrios emblemáticos

### Barrio Húmedo

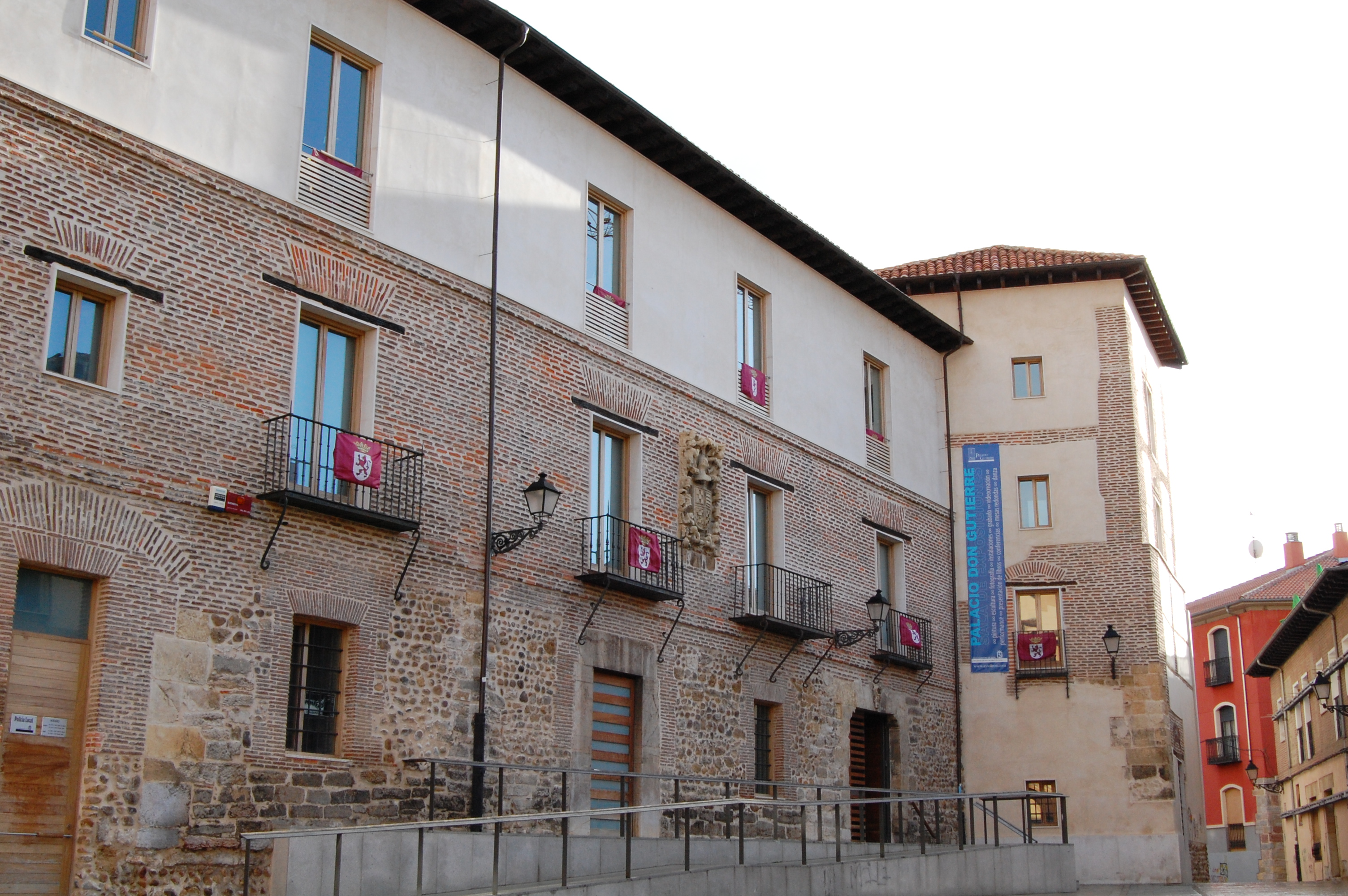
Palacio Don Gutierre, situado en el Barrio Húmedo.

El barrio Húmedo es la zona más conocida y concurrida del casco antiguo de León, localizándose al sur de la calle Ancha. Su origen probablemente se encuentre en la antigua cannaba romana, donde vivían los civiles que abastecían de productos al campamento. Entre sus calles más emblemáticas se encuentra La Rúa, otrora calle más comercial de la ciudad, comunicando la calle Ancha con la plaza de San Francisco, ya fuera del recinto amurallado.

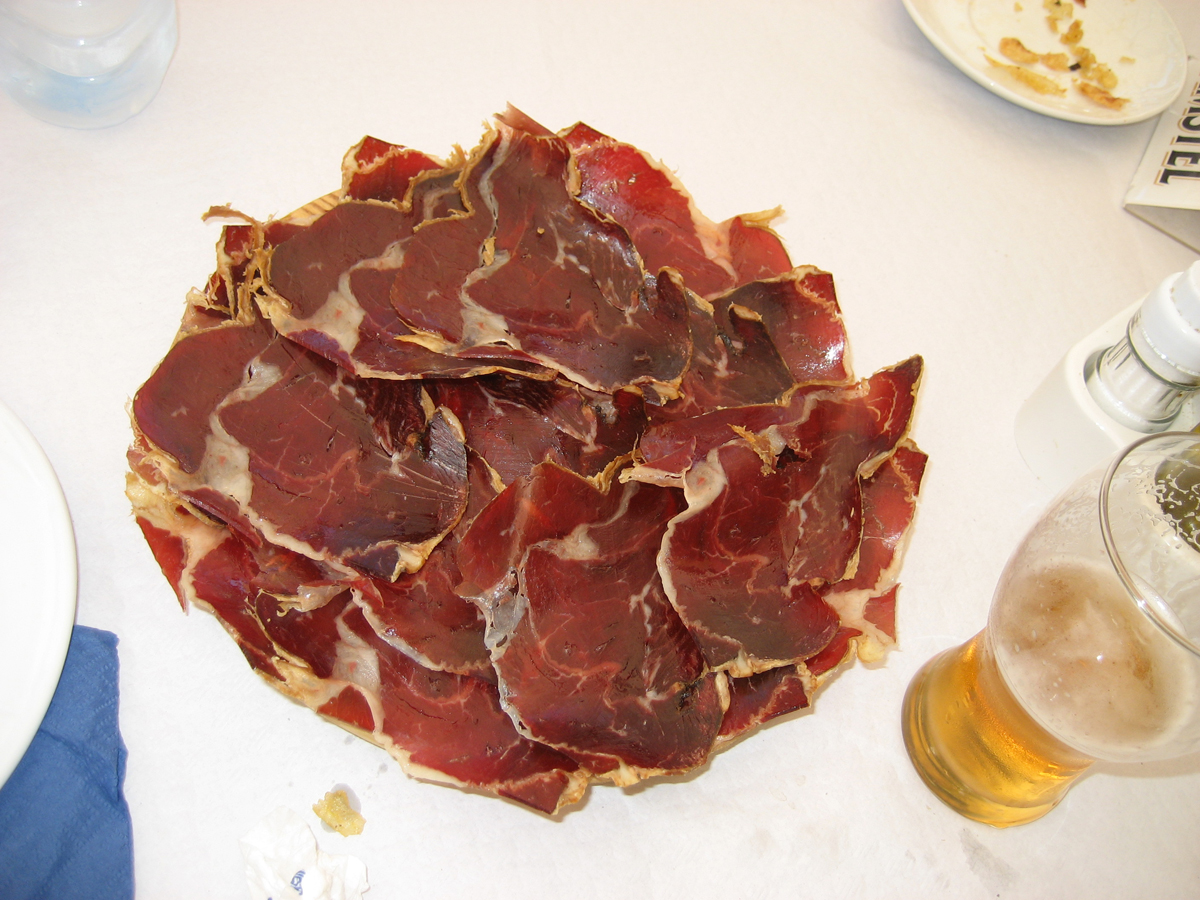
Tapa de cecina en el Barrio Húmedo.

La vida del barrio no obstante se concentra en las calles en torno a la plaza de San Martín y a la plaza Mayor, donde se encuentran el grueso de establecimientos hosteleros y locales nocturnos. Es esta la zona por excelencia para la actividad conocida como el tapeo, donde a cada consumición le acompaña una muestra de la gastronomía provincial de forma totalmente gratuita, siendo lo más típico el embutido leonés.

### Barrio romántico
El barrio romántico se localiza en torno al parque del Cid. Al igual que en el barrio Húmedo, las calles son estrechas, ensanchándose únicamente en las escasas plazas de la zona, como la plaza Torres de Omaña, del Santo Martino o de San Isidoro. Comparte con el barrio Húmedo también la abundancia de establecimientos de hostelería, no así de locales nocturnos, algo que lo hace perfecto también para el tapeo en sus calles.
La oferta cultural de barrio romántico es superior a la del barrio Húmedo, más especializado en actividades relacionadas con la vida nocturna; encontrándose en el barrio el Museo de León y la Basílica de San Isidoro.